# Markus Steiner (Politiker)
Markus Steiner (* 16. Oktober 1987 in Mittersill) ist ein österreichischer Politiker (FPÖ bzw. FPS). Von 2015 bis 2018 war er Abgeordneter zum Salzburger Landtag.

## Leben
Markus Steiner besuchte nach der Volksschule Niedernsill das Bundesgymnasium Zell am See, 2007 maturierte er an der Handelsakademie in Zell am See. Ab 2008 studierte er am Management Center Innsbruck (MCI) im Studienzweig Management, Communication & IT, Wirtschaftsinformatik, das Studium schloss er 2013 als Master of Arts ab. Seit 2013 ist er als Berufsanwärter zum Steuerberater tätig.
Von 2010 bis 2015 war er Landesobmann des Salzburger Rings Freiheitlicher Jugend (RFJ). Im Oktober 2013 wurde Steiner in Nachfolge von Rosemarie Blattl zum FPÖ-Bezirksobmann im Pinzgau gewählt, diese Funktion hatte er bis 2015 inne. Seit 2014 ist er Mitglied des Gemeinderates von Niedernsill.
Am 8. Juli 2015 wurde er ebenfalls in Nachfolge von Rosemarie Blattl in der 15. Gesetzgebungsperiode als Abgeordneter zum Salzburger Landtag angelobt. Seine politischen Arbeitsschwerpunkte sind Jugend, Finanzpolitik, Außen- und Europapolitik, Südtirol, Wissenschaft und Forschung. Nach der Landtagswahl in Salzburg 2018 schied er aus dem Landtag aus.